# František Kroiher
František Kroiher, též František Jan Kroiher (2. prosince 1871 Rojšín – 17. června 1948 Ledenice), byl český a československý římskokatolický kněz a politik; meziválečný poslanec a senátor za Republikánskou stranu československého venkova (od roku 1922 Republikánská strana zemědělského a malorolnického lidu).

## Biografie
Pocházel z početné selské rodiny. Studoval na gymnáziu v Rychnově nad Kněžnou, pak přešel na gymnázium v Českých Budějovicích. Absolvoval teologické učiliště. Zde se začal politicky angažovat. Ovlivnila ho katolická moderna. Zabýval se studiem historie. V roce 1894 byl vysvěcen na kněze. Nastoupil jako kooperátor do Blatné, pak byl přeložen do Borovan. Zde působil do roku 1914. Od roku 1916 byl děkanem v Ledenicích.
Na přelomu století se krátce angažoval v Křesťansko-sociální straně v Čechách vedené Rudolfem Horským. Nebyl sice jejím členem, ale Horského podporoval v prosazování nové strategie „od agitace k politické práci“. Počátkem 20. století už ale patřil do skupiny katolických kněží, kteří se angažovali v agrárním politickém táboře. Přispíval do listu Venkov. Patřil k mladé skupině aktivistů okolo Antonína Švehly, kteří v té době převzali kontrolu nad agrární stranou. Podílel se na budování strany na jihu Čech a na zřizování zemědělského družstevnictví a venkovských záložen. Po čtyřicet let zastával řídící funkce v Ústřední jednotě hospodářských družstev (po roce 1918 v Centrokooperativu). Angažoval se v posilování vztahů mezi českými a slovenskými agrárníky. Založil Ústřední družstvo v Prešpurku.
Od roku 1918 zasedal v Revolučním národním shromáždění. Byl profesí děkanem. V parlamentních volbách v roce 1920 získal senátorské křeslo v Národním shromáždění. Mandát obhájil v parlamentních volbách v roce 1925, parlamentních volbách v roce 1929 a parlamentních volbách v roce 1935. V senátu vytrval až do jeho zrušení v roce 1939, přičemž ještě krátce předtím, v prosinci 1938, přestoupil do senátorského klubu nové vytvořené Strany národní jednoty.
Po roce 1918 se angažoval spolu s Jindřichem Šimonem Baarem nebo Františkem Xaverem Dvořákem v reformním hnutí katolického duchovenstva. Byl jednatelem Jednoty katolického duchovenstva a po Baarově odstoupení i jejím předsedou. S reformními návrhy jel v roce 1919 do Říma za papežem Benediktem XV. Během následného rozkolu v českém katolicismu a vzniku nové církve (Církev československá) se nakonec přiklonil na stranu setrvání v katolické církví a roku 1921 Jednotu katolického duchovenstva rozpustil.